# Францелин, Иоганн Баптист
Иоганн Баптист Георг Францелин (нем. Johannes Baptist Georg Franzelin; 15 апреля 1816, Альдайн, Австрийская империя — 11 декабря 1886, Рим, королевство Италия) — австро-венгерский куриальный кардинал, иезуит. Префект Священной Конгрегации индульгенций и священных реликвий с 28 марта 1885 по 11 декабря 1886. Кардинал-священник с 3 апреля 1876, с титулом церкви Санти-Бонифачо-э-Алессио с 7 апреля 1876.